# Csákvár, Fejér
Csákvár  este un sat în districtul Bicske, județul Fejér, Ungaria, având o populație de 5.162 de locuitori (2011). 

## Demografie
Componența etnică a satului Csákvár
     Maghiari (97,82%)
     Germani (1,37%)
     Necunoscut (0,36%)
     Alții (0,45%)
Componența confesională a satului Csákvár
     Romano-catolici (34%)
     Reformați (17,69%)
     Fără religie (15,09%)
     Luterani (3,31%)
     Atei (1,03%)
     Necunoscută (28,65%)
     Greco-catolici (0,23%)
     Alte religii (0,58%)
Conform recensământului din 2011, satul Csákvár avea 5.162 de locuitori. Din punct de vedere etnic, majoritatea locuitorilor (97,82%) erau maghiari, cu o minoritate de germani (1,37%). Apartenența etnică nu este cunoscută în cazul a 0,36% din locuitori. Nu există o religie majoritară, locuitorii fiind romano-catolici (34,0%), reformați (17,69%), persoane fără religie (15,09%), luterani (3,31%) și atei (1,03%). Pentru 28,65% din locuitori nu este cunoscută apartenența confesională.